# Asteroceras
Asteroceras ist eine Gattung mittelgroßer bis großer, berippter, subevoluter, manchmal auch involuter Ammoniten. Sie ist ein Leitfossil und tritt ab dem Rhätium bis zum Ende des Sinemuriums weit verbreitet auf.

## Erstbeschreibung und Benennung
Die Gattung Asteroceras wurde im Jahr 1867 von Alpheus Hyatt erstbeschrieben. Ihre Bezeichnung ist eine Wortschöpfung, die aus den griechischen Wörtern ἄστρον ástron (Stern) und κέρας keras (Horn) zusammengesetzt ist.

## Lebensweise
Die Individuen der Gattung Asteroceras waren schnellschwimmende marine Karnivoren, die das dem Strand vorgelagerte, seichte, offene Subtidal bevölkerten, aber auch bis an den Schelfabhang zu finden waren.

## Systematik

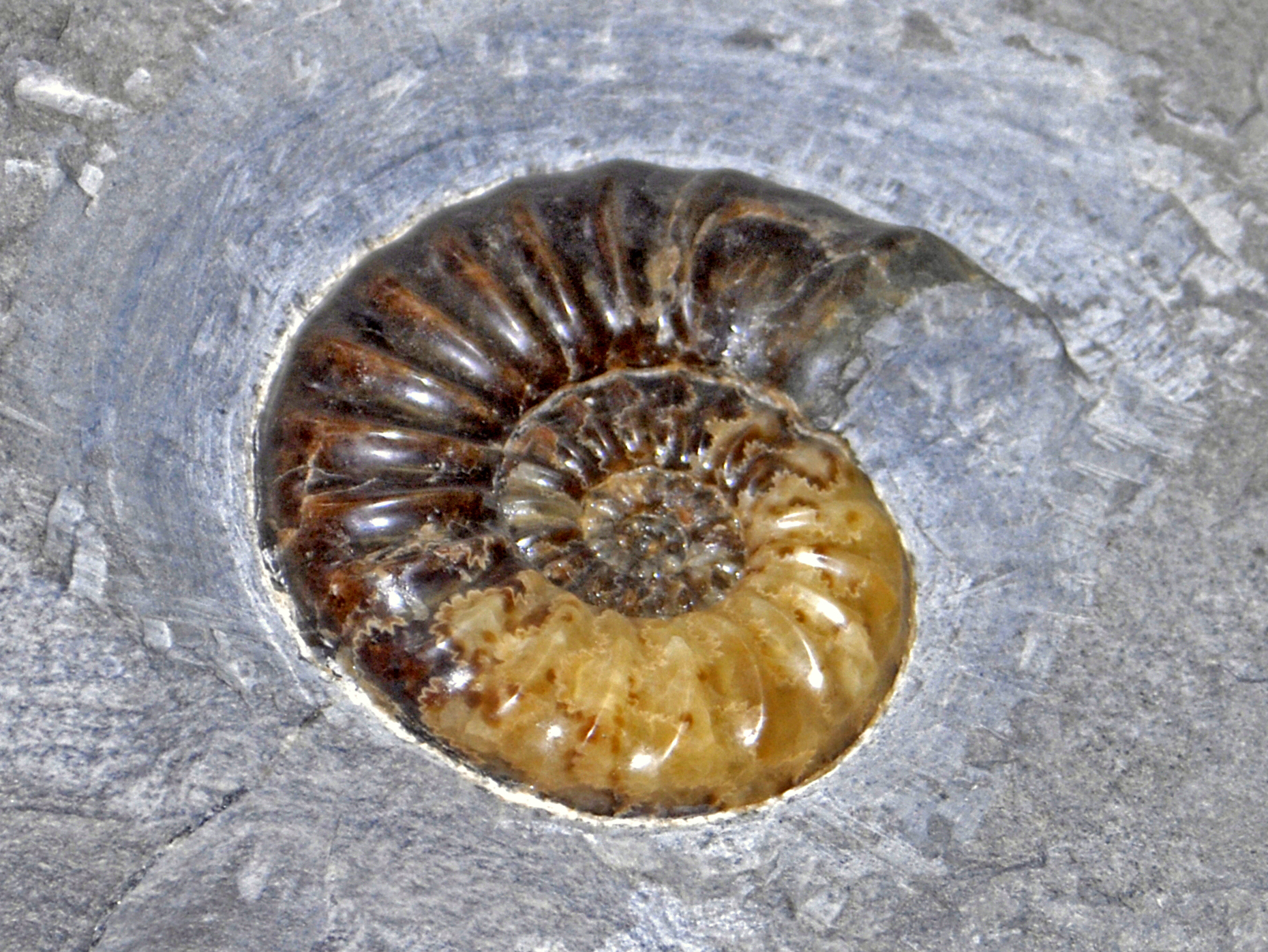
Asteroceras obtusum aus Lyme Regis

Die Gattung Asteroceras gehört zur Familie der Asteroceratidae (Unterfamilie Asteroceratinae) innerhalb der Überfamilie der Psiloceratoidea. Von ihr sind folgende Taxa bekannt:
- Asteroceras acceleratum Hyatt, 1889
- Asteroceras blakei Spath, 1925
- Asteroceras bravoi
- Asteroceras confusum Spath, 1925
- Asteroceras evolutum Guérin-Franiatte
- Asteroceras jamesi
- Asteroceras margarita Parona, 1896
- Asteroceras margaritoides Spath, 1925
- Asteroceras marstonense
- Asteroceras obtusum Sowerby, 1817
- Asteroceras ocotilloi
- Asteroceras retusum Reynes
- Asteroceras reynesi Fucini, 1903
- Asteroceras saltriensis Parona, 1896
- Asteroceras smithi Sowerby, 1814
- Asteroceras stellare Sowerby, 1815 (Typusfossil)
- Asteroceras suevicum Quenstedt, 1884
- Asteroceras turneri Sowerby, 1814
- Asteroceras varians Fucini, 1903

Als Schwestergattungen fungieren  Aegasteroceras, Arctoasteroceras, Bagnolites, Caenisites, Eparietites, Epophioceras, Euerbenites, Parasteroceras, Protechioceras, Ptycharietites und Tmaegophioceras.

## Ammonitenzone

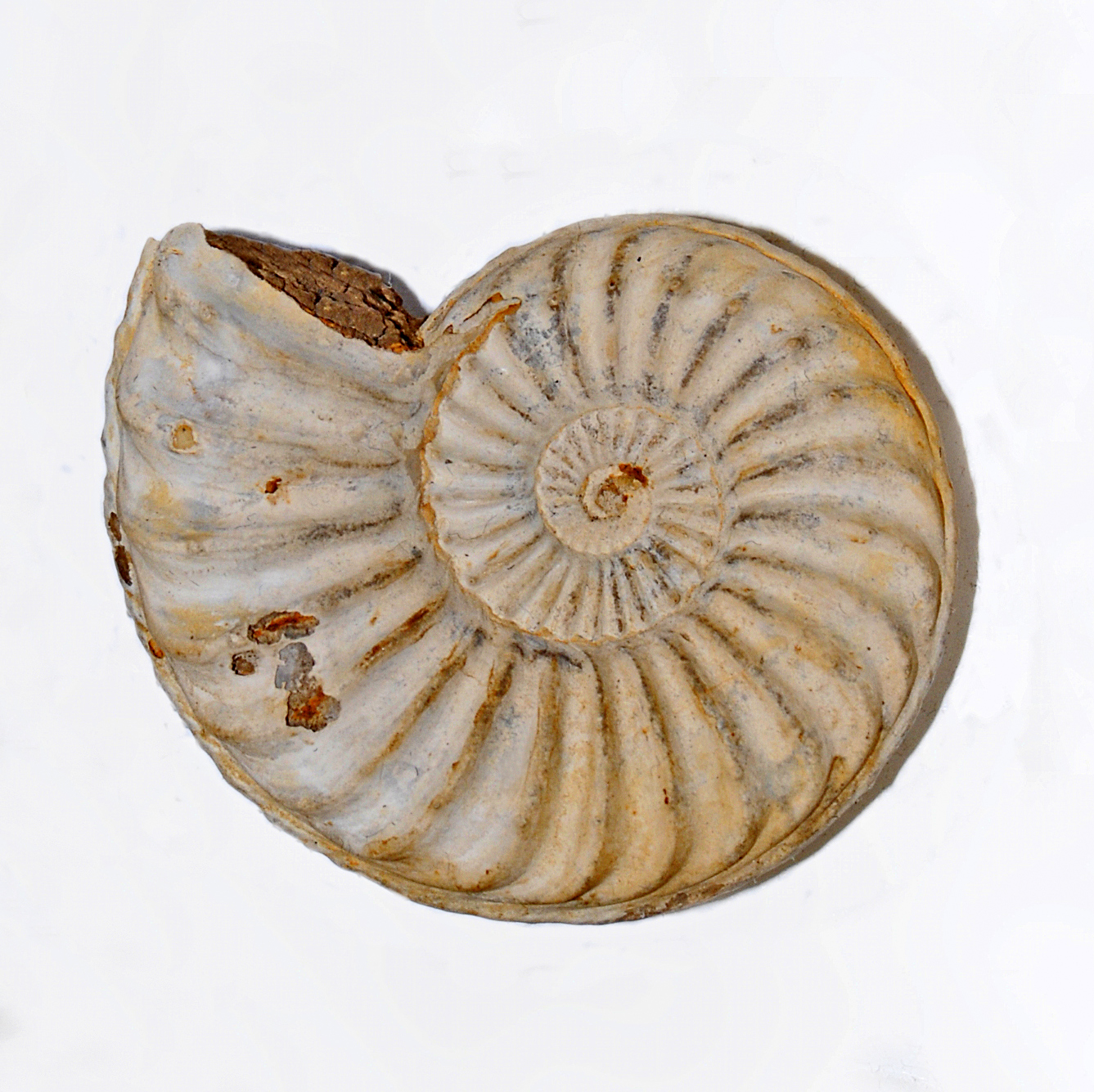
Asteroceras stellare, Typusfossil aus dem Nürnberger Land

Die Gattung Asteroceras ist Leitfossil in der Obtusum-Zone (benannt nach Asteroceras obtusum) des oberen Sinemuriums (Lotharingiums) – bleibt jedoch beschränkt auf die unteren beiden Biozonen. Die Obtusum-Zone folgt auf die Turneri-Zone (benannt nach Caenisites turneri) des ausgehenden unteren Sinemuriums. Sie wird ihrerseits von der Oxynotum-Zone (benannt nach Oxynoticeras oxynotum) überlagert. 
Die Obtusum-Zone wird wie folgt unterteilt (vom Hangenden zum Liegenden):
- Denotatus-Subzone
  - Glaber-Biozone
    - Horizont von Eparietites glaber

  - Fowleri-Biozone
    - Horizont von Eparietites denotatus
    - Horizont von Eparietites fowleri
    - Horizont von Eparietites undaries
- Stellare-Subzone
  - Blakei-Biozone
    - Horizont von Aegasteroceras sagittarium
    - Horizont von Arnioceras arnouldi
    - Horizont von Aegasteroceras blakei

  - Stellare-Biozone
    - Horizont von Asteroceras stellare
    - Horizont von Epophioceras landrioti
    - Horizont von Asteroceras margaritoides
    - Horizont von Asteroceras aff. margaritoides
    - Horizont von Galaticeras
- Obtusum-Subzone
  - Confusum-Biozone
    - Horizont von Asteroceras obtusum
    - Horizont von Arnioceras semicostatoides
    - Horizont von Asteroceras cf. confusum
    - Horizont von Asteroceras aff. confusum

## Beschreibung
Asteroceras ist eine der reichhaltigsten Gattungen aus der Familie der Asteroceratidae. Ihre am höchsten entwickelten Taxa nähern sich der Schwestergattung Aegasteroceras an – so weisen beide Gattungen wichtige übereinstimmende, interspezifische Wesensmerkmale auf. Einige Arten können sehr groß werden und bis zu 40 Zentimeter erreichen. Ihr Phragmokon ist in der Draufsicht kreisrund bis leicht ausgelängt.  Die Windungen gewinnen sehr rasch an Höhe und sind im Querschnitt recht dick. Ihre Seiten sind mehr oder weniger ausgebeult und laufen eindeutig zur Bauchseite hin zusammen. Die Ornamentik bleibt – falls vorhanden – recht spärlich und nur grob angedeutet, Tuberkel fehlen. Die recht markanten Rippen sind bei den meisten Taxa dick und abgerundet und verjüngen sich in Richtung Venter. Über den Venter verläuft mittig ein Kiel, der beidseitig von Vertiefungen (Sulci) und Schulterflügeln begleitet wird. Diese letztgenannten Elemente sind je nach Taxon oder Entwicklungsstadium verschieden; meist sind sie abgerundet und treten daher nur wenig in Erscheinung. Die Lobenlinien sind nicht sehr tief eingeschnitten.

## Obtususton-Formation

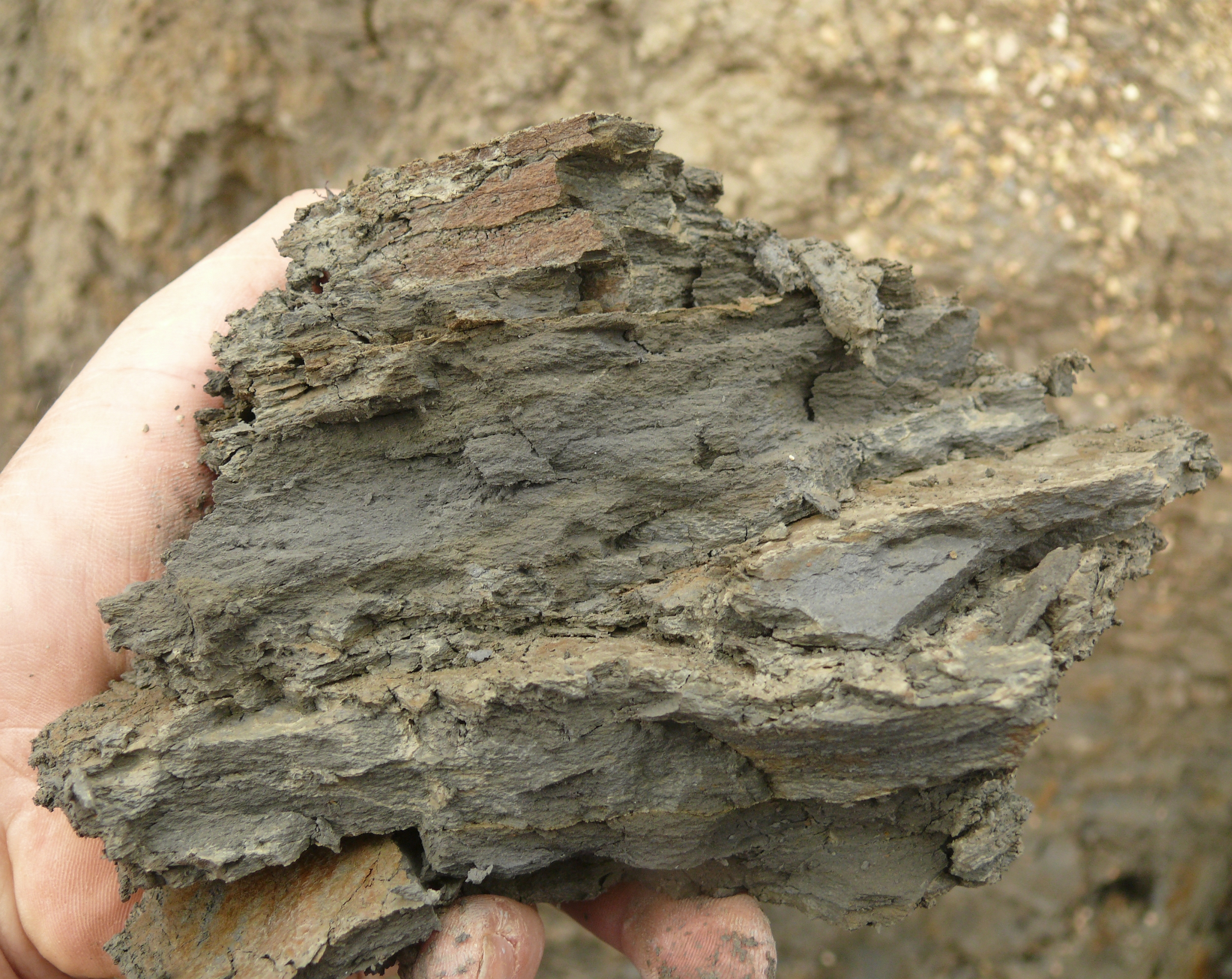
Obtususton aus Hüttlingen

Nach dem Leitfossil Asteroceras obtusum ist im Süddeutschen Jura die Obtususton-Formation benannt worden.

## Vorkommen
Vorkommen der Gattung Asteroceras finden sich in Deutschland auf der Schwäbischen Alb in der Obtususton-Formation, beispielsweise bei Mundelfingen in Baden-Württemberg sowie bei Bielefeld in Nordrhein-Westfalen. In Österreich sind anzuführen die Gegend um Adnet im Land Salzburg sowie Fundpunkte nördlich von Dalaas und bei Lorüns im Vorarlberg. In der Schweiz kann die Gattung  Asteroceras nördlich von Jaun im Kanton Freiburg angetroffen werden.
In Frankreich erscheint die Gattung Asteroceras im Burgund bei Antigny-le-Château, bei  Beaune und bei Posanges (Département Côte-d’Or) sowie bei Semur-en-Auxois, der Typusregion des Sinemuriums. Funde aus England kommen von Lyme Regis und Charmouth in Dorset sowie von Glastonbury, Limington, Marston Magna bei Yeovil und Tintinhull (alle in Somerset). In den Ostkarpaten Rumäniens findet sich die Gattung Asteroceras am Berg Prașca. 
Außerhalb von Europa sind als Fundorte der Queen-Charlotte-Archipel in British Columbia, die Gabbs Valley Range in Nevada und die Antimonio-Formation in  Sonora in Mexiko anzuführen.